# رودلف فون روت
رودلف فون روت (بالألمانية: Rudolf von Roth)‏ هو أمين مكتبة ألماني، ولد في 3 أبريل 1821 في شتوتغارت في ألمانيا، وتوفي في 23 يونيو 1895 في توبينغن في ألمانيا.